# UTC-0:44
UTC−0:44 je bila vremenska zona koja se koristila u Liberiji do 1. svibnja 1972. godine. Bila je poznata kao Monrovijsko srednje vrijeme ili Liberijsko vrijeme. Točna vremenska zona je zapravo bila GMT −0h 43m 08s i koristila se do 1. ožujka 1919. godine, kada je promijenjena na UTC−0:44. Godine 1972. je zamijenjena s UTC±0.